# Jumping Someone Else's Train
Jumping Someone Else's Train — сингл рок-гурту The Cure.

## Список композицій
7" сингл
1. «Jumping Someone Else's Train»
2. «I'm Cold»

## Учасники запису
- Роберт Сміт — вокал, гітара
- Майкл Демпсі — бас-гітара
- Лол Толхерст — ударні
- Сьюзі С'ю — бек-вокал в «I'm Cold»